# Claude Fayard (écrivain)
Pour les articles homonymes, voir Claude Fayard et Fayard.
Claude Fayard est le pseudonyme de la journaliste Marcelle Fayard, née le 3 avril 1900 à Mâcon et morte le 6 mars 1971 à Bordeaux, sous lequel elle devient une romancière française, spécialisée dans le roman policier.

## Biographie
Marcelle Fayard naît à Mâcon en 1900, fille de Jean Fayard, négociant, et de son épouse Joséphine Desroches. 
De 1922 à 1932, elle est secrétaire de rédaction, puis rédactrice en chef de l'hebdomadaire La Semaine. Elle devient ensuite directrice parisienne du journal politique et littéraire Le Courrier des États-Unis, où elle demeure en fonction jusqu'en 1940. 
Pendant la Seconde Guerre mondiale, elle quitte Paris et devient fonctionnaire à Bordeaux, rédigeant des romans policiers pendant son temps libre. 
Après la guerre, elle trouve des éditeurs pour faire paraître ses textes, sous le pseudonyme de Claude Fayard, mais se détourne de l'écriture romanesque, sauf le temps d'une nouvelle parue en 1950 dans Mystère magazine. De retour à Paris, elle préfère « s'occuper de scénarios et de pièces radiophoniques ».
Ses quatre romans criminels ont pour héros le tandem formé par deux inspecteurs de police assez dissemblables, Paton et Hauchecorne, qui travaillent sous les ordres du commissaire Agniez. Paton est lourd et brutal, alors que Hauchecorne est plus subtil et fantaisiste.
Marcelle Fayard meurt en 1971 à Bordeaux.

## Œuvre

### Romans

#### Série policièrePaton et Hauchecorne
- La Tasse chinoise, Paris, Jean-Renard éditeur, 1945
- Le Pélican rouge, Paris, Éditions Chantal, coll. « policière », 1946
- La Lune verte, Bordeaux, Éditions Ariane, coll. « Le Diable noir », 1946
- Un clown est mort en piste, Paris, Librairie des Champs-Élysées, coll. « Le Masque » no 345, 1947

### Nouvelle
- Allô !... Missié, Paris, Opta, Mystère Magazine no 28, mai 1950

## Sources
: document utilisé comme source pour la rédaction de cet article.
- Jacques Baudou et Jean-Jacques Schleret, Le Vrai Visage du Masque, vol. 1, Paris, Futuropolis, 1984, 476 p. (OCLC 311506692), p. 188-190
- Claude Mesplède, Dictionnaire des littératures policières, vol. 1 : A - I, Nantes, Joseph K, coll. « Temps noir », 2007, 1054 p. (ISBN 978-2-910-68644-4, OCLC 315873251), p. 718.